# 허문회 (농학자)
허문회 (許文會 1927년 1월 21일~2010년 11월 24일)는 대한민국의 농학자이다. 서울대학교 명예교수이며, 통일벼를 개발했다.

## 학력
- 1948 ∼ 1954년 : 서울대학교 농학학사
- 1954 ∼ 1957년 : 서울대학교 농학석사
- 1957 ∼ 1968년 : 서울대학교 농학박사

## 주요경력
- 1957년 ~ 1960년 : 농사원 시험국 농업기원/시험기좌
- 1960년 ~ 1992년 : 서울대학교 농업생명과학대학 교수
- 1985년 ~ 1987년 : 서울대학교 농업개발연구소장
- 1992년 : 서울대학교 명예교수, 국제벼유전학회 상임이사
- 2010년 9월 : 과학기술인 명예의 전당 헌정

## 생애 및 업적
1927년 1월 21일 충청북도 충주에서 태어났다. 1946년 청주사범학교를 졸업한 후 충주 동량초등학교에서 교사로 근무했다. 1954년 서울대학교 농과대학 농학과를 졸업했고 1957년 서울대에서 농학석사 학위를 취득했다. 이후 농사원(농업진흥청 전신)에서 연구직을 수행하다 서울대학교 농업생명과학대학 교수로 자리를 옮겼다. 1964년, 선진 육종학을 배우기 위해 스스로 농촌진흥청에 국제미작연구소(IRRI 파견을 요청했다. 그해 7월 허문회는 서울대를 휴직하고 식량 문제 해결이라는 국가적 과제를 안고 필리핀으로 떠났다. 그곳에서 근무하며 ‘통일벼’ 육종 연구에 착수해, 1971년 품종을 완성했다. 주곡인 쌀을 자급하기 위해 인디카와 자포니카를 교배한 후손들의 특성을 연구하여 삼원교배로 뛰어난 장점들을 선발해 통일벼로 고정시켰으며 농촌진흥청, IRRI와 협력해 1년에 2세대씩 번식시키면서 통일벼를 빠른 속도로 육성했다. 후속으로 꽃가루 현미경 관찰을 통한 교배육종방식으로 통일찰벼도 육성했다.
통일벼는 키가 작으면서 줄기가 두텁고 이삭이 크며, 잎이 곧게 뻗어 태양빛을 이용하는 효율이 높아 생산성이 뛰어나다. 자포니카에 비해 30% 이상 많은 쌀을 생산하는 등 세계적으로 생산성이 가장 높은 벼로 평가되고 있다. 쌀이 항상 부족하던 가운데 농촌진흥청 통해 1972년부터 통일벼가 보급되면서 2년 뒤 재래품종 대비 30% 이상 증수하여 3,000만 섬을 돌파했다. 1976년에는 처음으로 주곡 자급을 달성했고, 1977년 통일벼가 전체 벼 재배면적의 절반을 넘으면서 4,170만 섬을 생산해 세계 최고의 생산성을 기록했다. 통일벼의 성공으로 육종가의 사기가 크게 높아져 다른 작물 육종기술의 발전과 품종수준 향상에도 크게 기여했다.
동북아 벼의 기원과 전파경로 연구에도 매진했다. 동북아 벼 재배의 역사를 바로 세우기 위해 한국과 중국 각지의 고고발굴 현장을 답사하여 발굴된 탄화미를 토대로 벼의 전파경로에 대해 조사하고 논문을 발표했다. 벼의 일본 전파에 관해서는 한반도 전래설을 증거를 토대로 설득력 있게 주장하여 일본학자들의 오류를 바로잡았다.
야생 벼가 가지는 불량 품질을 제거하면서 우수한 특성만을 재배 벼로 옮기는 육종방법('wx-Carrier technique')도 개발했으며, 병해충 저항성과 추위에 강한 벼 육종 연구, 쌀의 고단백 및 품질 개선을 위한 성분 육종 연구, 잡종 1대에 나타나는 우수성을 이용하는 육종법 연구, 간척지에 벼 재배를 위한 소금기가 많은 흙에서도 잘 자라는 벼 연구, 유전자 돌연변이 벼 개발 및 분석 연구 등과 『작물육종』, 『육종학범론』, 『육종학각론』을 저술해서 학술적 토대를 구축했고, 「수도원연간(水稻遠緣間) 잡종에 관한 연구」외 201여 편의 연구 논문을 발표했다.
한국작물학회장, 한국육종학회장 등을 역임하고 SABRAO(아시아-오세아니아 육종학회), IRGC(국제 벼 유전학회) 상임이사 등을 지냈다.

## 상훈
- 1977년 : 5·16 민족상, 은탑산업훈장
- 1987년 : 성곡재단 학술상

## 참고 문헌
- 대한민국 과학기술유공자 홈페이지
- 대한민국 과학기술유공자 백과
- 기적의 볍씨 '통일벼'로 쌀 자급 이룩한 해결사, 故 허문회 서울대 명예교수